# Civray-sur-Esves
 Civray-sur-Esves  es una comuna y población de Francia, en la región de Centro, departamento de Indre y Loira, en el distrito de Loches y cantón de Descartes.
Su población en el censo de 1999 era de 202 habitantes.
Está integrada en la Communauté de communes du Grand Ligueillois.

## Demografía
| 285 | 266 | 217 | 167 | 189 | 202 |
| Para los censos de 1962 a 1999 la población legal corresponde a la población sin duplicidades (Fuente: INSEE [Consultar]) |     |     |     |     |     |